# 左江
左江位于越南社会主义共和国北部和中华人民共和国广西壮族自治区西部，是郁江右岸支流，发源于越南广宁省，在中国广西南宁市与右江相汇，干流全长591千米，平均比降0.34‰，流域面积32379平方千米。其中中国境内河长342千米，流域面积20786平方千米。

## 干流概况

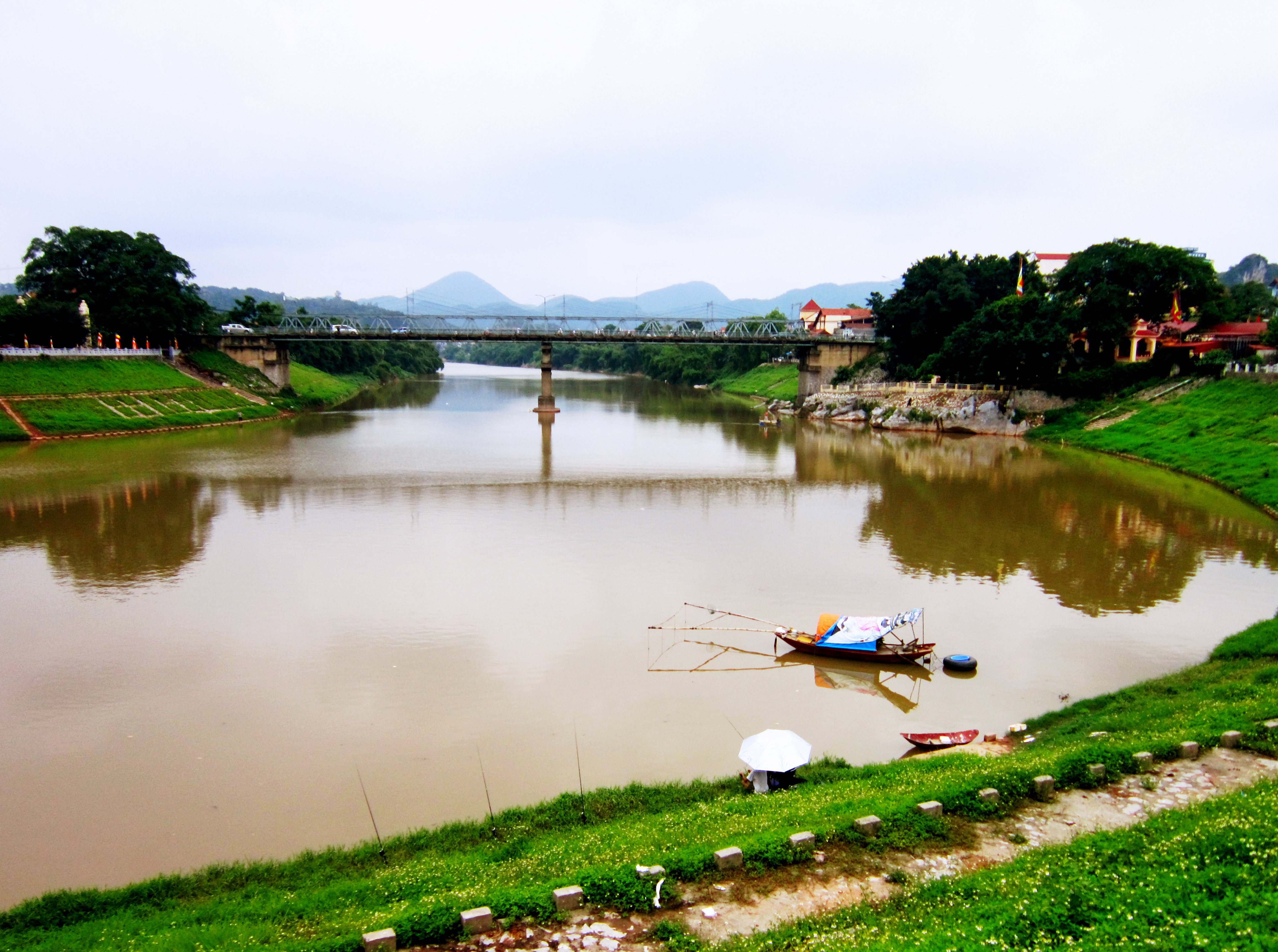
越南谅山市境内的一段淇穷江

干流上游在越南境内称淇穷江（Sông Kỳ Cùng），发源于越南广宁省平辽县北部，与中国广西宁明县交界的枯隆山西北1千米处，西北流经谅山市，至七溪东南转东流，经广西凭祥市平而关进入中国境内（此段也称平而河），最大支流水口河流至龙州县城龙州镇汇入左江。向东流经广西龙州县、崇左市、扶绥县，最后于南宁市江南区江西镇同江村三江坡（俗名宋村）汇入郁江。

## 流域概况
左江流域地处东经107°22′～108°07′，北纬21°38′～22°05′，涉及中国广西5个地级市13个县（市）和越南东北部分地区。广西境内有地下河56条，补给面积4865平方千米。
左江流域地处北回归线以南，属于亚热带季风气候，常受热带气旋影响。年均降水量1370.6毫米。